# هانز ليدوينكا
هانز ليدوينكا (بالألمانية: Hans Ledwinka) (14 فبراير 1878 - 2 مارس 1967) كان مصمم سيارات نمساوي. 

## شبابه

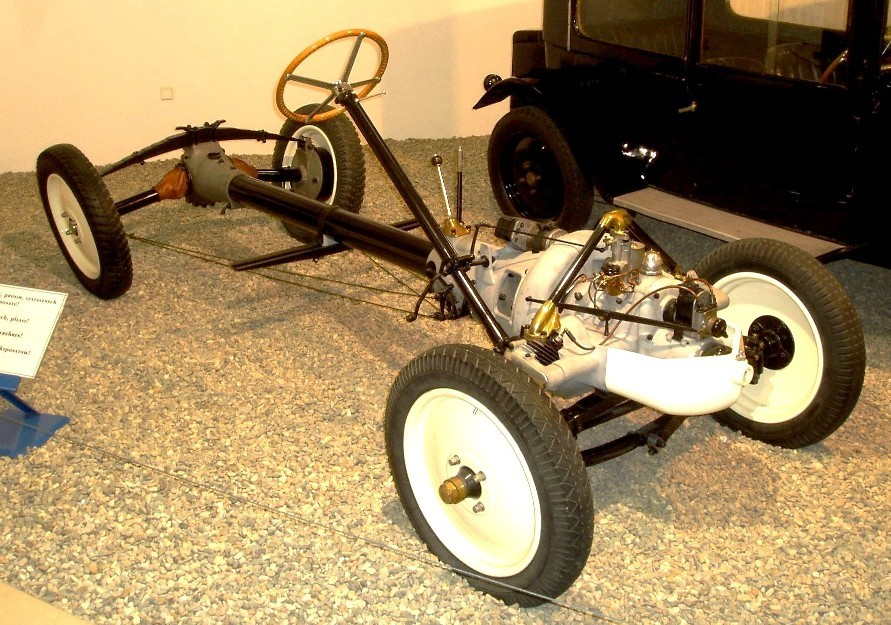
الهيكل الذي طوره هانز ليدوينكا في عام 1923 لتاترا تى يومنا هذا.

ولد تاترا في كلوسترنوبرغ ( النمسا السفلى )، بالقرب من فيينا، جزء من الإمبراطورية النمساوية المجرية. 
بدأ حياته المهنية كميكانيكي، ودرس لاحقًا في فيينا. عندما كان شابًا، عمل لدى Nesselsdorfer-Wagenbau في Nesselsdorf، الشركة التي أصبحت تعرف فيما بعد باسم تاترا في مورافيا. كان يعمل لأول مرة في بناء عربات السكك الحديدية، وشارك لاحقًا في إنتاج السيارات الأولى التي تنتجها هذه الشركة. قام بتصميم سيارة بمحرك 5.3 لتر من نوع ست أسطوانات. في خضم الحرب العالمية الأولى في مايو 1916 قبل الإدارة في شتاير، حيث عمل في البداية من المنزل وانتقل إلى هناك بشكل دائم في عام 1917. 

## جدل فولكس واجن
تأثر كل من أدولف هتلر وفرديناند بورش بالتاترا.  كان هتلر شغوفًا شديدًا بالسيارات، وقد ركب في سيارات تاترا أثناء الجولات السياسية في تشيكوسلوفاكيا. كما تناول العشاء عدة مرات مع هانز ليدوينكا.  

## السنوات الأخيرة
بعد الحرب العالمية الثانية، اتهم ليدوينكا بالتعاون مع قوات الاحتلال الألمانية وسجن لمدة خمس سنوات في تشيكوسلوفاكيا. بعد الإفراج عنه عام 1951، رفض العمل لدى تاترا، وتقاعد في ميونيخ، ألمانيا حيث توفي عام 1967. 

## الإرث
في عام 2007 تم إدخال هانز ليدوينكا في قاعة مشاهير European Automotive Hall of Fame